# Изоаномала
Изоаномала (грч. isos - једнак и грч. anomalos - који одступа од норме) је линија која на географској карти спаја тачке са истим одступањима датих елемената (температура, падавине и др).